# Felice Torelli
Felice Nicolò Torelli (Verona, 9 settembre 1667 – Bologna, 11 giugno 1748) è stato un pittore italiano.

## Biografia

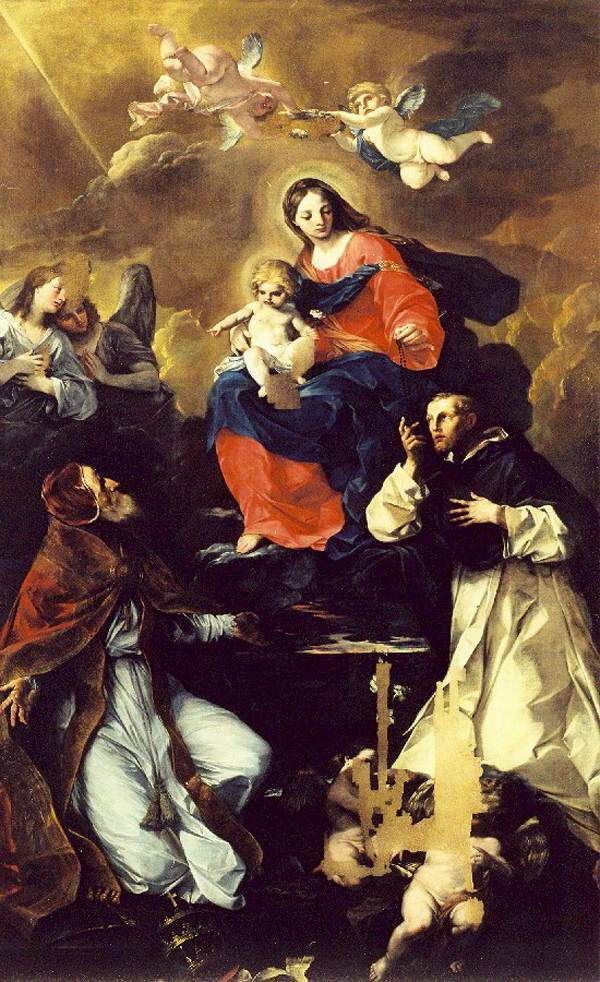
La Vergine con il Bambino, angeli e santi (1700 ca.)
Chiesa di Santa Maria del Suffragio, Fano

Nacque a Verona in una famiglia di artisti: il fratello, Giuseppe Torelli, fu violinista e compositore; sia suo figlio, Stefano Torelli, che sua moglie Lucia Casalini (1677-1762), furono pittori. La Casalini dipinse per lo più ritratti.
Felice Torelli fu inizialmente formato da Sante Prunati a Verona, poi da Giovan Gioseffo Dal Sole a Bologna.
Nel 1710, Torelli fu uno dei fondatori dell'Accademia Clementina a Bologna, di cui fu membro anche Giuseppe Maria Crespi durante la sua permanenza in quella città. Tra gli allievi di Torelli all'accademia vi furono, fra gli altri, i due fratelli Ubaldo Gandolfi e Gaetano Gandolfi.

## Opere scelte
- Martirio di San Maurelio, Ferrara, Cattedrale;
- San Vincenzo nell'atto di curare una lunatica, Faenza, Chiesa di San Domenico;
- La madre dei Maccabei, Verona, Museo di Castel Vecchio.

Alcune opere di notevole valore storico sono conservate presso la Pinacoteca Diocesana e presso la Chiesetta di Santa Maria delle Grazie di Senigallia.
Altre pale d'altare furono dipinte da Torelli per chiese di Roma, Torino, Milano e altre città italiane.